# Кубок світу з боксу
Кубок світу з боксу — міжнародні змагання, організовані Міжнародною асоціацією аматорського боксу (AIBA), у яких брали участь боксери різних вагових категорій. Змагання проходили дванадцять разів, з 1979 по 2008 рік: з 1979 по 1998 рік в індивідуальному заліку та з 2002 по 2006 рік в командному заліку. У 2008 році формат повернувся до індивідуальних змагань.
2004 року пройшов єдиний Кубок світу з боксу серед жінок в індивідуальному заліку.

## Індивідуальні змагання
| Рік  | Примітки | Місто    | Країна         | Дата                      | Кількість категорій |
| ---- | -------- | -------- | -------------- | ------------------------- | ------------------- |
| 1979 |          | Нью-Йорк | США            | 11 жовтня - 19 жовтня     | 11                  |
| 1981 |          | Монреаль | Канада         | 11 жовтня - 18 жовтня     | 12                  |
| 1983 |          | Рим      | Італія         | 17 жовтня - 22 жовтня     | 12                  |
| 1985 |          | Сеул     | Південна Корея | 2 листопада - 6 листопада | 12                  |
| 1987 |          | Белград  | Югославія      | 26 жовтня - 31 жовтня     | 12                  |
| 1990 | I етап   | Гавана   | Куба           | 18 лютого-24 лютого       | 4                   |
| 1990 | II етап  | Дублін   | Ірландія       | 1 вересня-8 вересня       | 4                   |
| 1990 | III етап | Бомбей   | Індія          | 10 листопада-17 листопада | 4                   |
| 1994 |          | Бангкок  | Таїланд        | 2 листопада - 6 листопада | 12                  |
| 1998 |          | Пекін    | КНР            | червень                   | 12                  |
| 2008 |          | Москва   | Росія          | 10 грудня - 14 грудня     | 11                  |

## Командні турніри
| Рік  | Примітки | Місто  | Країна      | Дата                  | Кількість категорій |
| ---- | -------- | ------ | ----------- | --------------------- | ------------------- |
| 2002 |          | Астана | Казахстан   | 3 червня - 8 червня   | 12                  |
| 2005 |          | Москва | Росія       | 12 липня - 17 липня   | 11                  |
| 2006 |          | Баку   | Азербайджан | 15 жовтня - 21 жовтня | 11                  |

### Результати командних турнірів
| Місце  | 2002          | 2005                  | 2006  |
| ------ | ------------- | --------------------- | ----- |
| Золото | Куба          | Росія                 | Куба  |
| Срібло | Казахстан     | Куба                  | Росія |
| Бронза | Росія Таїланд | Казахстан Азербайджан |       |

## Найбільш успішні країни-учасниці
| Місце | Країна | Золото | Срібло | Бронза | Разом |
| ----- | ------ | ------ | ------ | ------ | ----- |
| 1     | Куба   | 56     | 20     | 2      | 78    |
| 2     | Росія  | 15     | 10     | 17     | 42    |
| 3     | СРСР   | 13     | 14     | 13     | 40    |

## Найбільш успішні учасники-боксери
| Місце | Боксер           | Країна | Золото | Срібло | Бронза | Разом |
| ----- | ---------------- | ------ | ------ | ------ | ------ | ----- |
| 1     | Фелікс Савон     | Куба   | 4      | 0      | 0      | 4     |
| 2     | Ян Бартелемі     | Куба   | 3      | 0      | 0      | 3     |
| 3     | Гільєрмо Рігондо | Куба   | 3      | 0      | 0      | 3     |

## Кубок світу з боксу серед жінок
| Рік  | Місто    | Країна   | Дата                 | Кількість категорій |
| ---- | -------- | -------- | -------------------- | ------------------- |
| 2004 | Тенсберг | Норвегія | 28 квітня - 1 травня | 12                  |